# Beniamin (Kazanski)
Beniamin, imię świeckie Wasilij Pawłowicz Kazanski, ros. Василий Павлович Казанский (ur. 5 kwietnia?/17 kwietnia 1873 w Nimienskim pogoście, zm. 13 sierpnia 1922 w Piotrogrodzie) – rosyjski biskup prawosławny, metropolita piotrogrodzki i gdowski w latach 1917–1922, nowomęczennik.
Ukończył studia teologiczne w Petersburskiej Akademii Duchownej; w czasie nauki po raz pierwszy zetknął się z działaniami Rosyjskiego Kościoła Prawosławnego na rzecz krzewienia wiary w środowiskach robotników przemysłowych. Śluby zakonne złożył na trzecim roku studiów, w 1895. W latach 1905–1909 był rektorem seminarium duchownego w Petersburgu. Następnie został wyświęcony na wikariusza eparchii petersburskiej z tytułem biskupa gdowskiego. Był jednym z głównych zwolenników społecznej działalności Cerkwi i szczególnej troski o głoszenie etyki chrześcijańskiej wśród robotników, rozwinął w eparchii szeroką aktywność na ich rzecz i zyskał w ich środowisku znaczny szacunek. Po rewolucji lutowej, gdy metropolita petersburski Pitirim został zmuszony do złożenia urzędu, zjazd duchowieństwa i świeckich eparchii w głosowaniu wybrał na jego następcę biskupa Beniamina.
Obowiązki metropolity pełnił w okresie otwartego konfliktu między wiernymi prawosławnymi Piotrogrodu a umacniającą się władzą radziecką. W 1922 został postawiony przed sądem rewolucyjnym, skazany na śmierć i stracony pod zarzutem organizowania działalności kontrrewolucyjnej; w 1989 został zrehabilitowany. W 1992 kanonizowany przez Rosyjski Kościół Prawosławny jako jeden z pierwszych duchownych, którzy stracili życie w czasie prześladowań Cerkwi prowadzonych przez bolszewików. Jest zaliczany do Soboru Nowomęczenników i Wyznawców Rosyjskich oraz Soboru Męczenników Petersburskich.

## Życiorys

### Młodość i wykształcenie

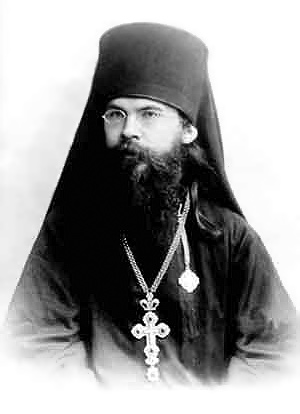
Archimandryta Beniamin

Był synem kapłana prawosławnego Pawła Kazanskiego, proboszcza cerkwi Przemienienia Pańskiego we wsi Nimienskoje i jego żony Marii, dzieciństwo i wczesną młodość spędził w guberni ołonieckiej. Miał dwóch braci i siostrę, był najstarszy z rodzeństwa. Od dzieciństwa wychowywał się w głęboko religijnej atmosferze. Według tekstów hagiograficznych miał już jako dziecko chętnie czytać żywoty świętych, a następnie samodzielnie studiować literaturę prawosławną.
Ukończył seminarium duchowne w Ołońcu (1893), po czym podjął studia w Petersburskiej Akademii Duchownej. Od pierwszego roku nauki działał w organizacji, której celem było szerzenie i krzewienie zasad prawosławnej moralności, w szczególności w środowiskach robotniczych. Wielokrotnie brał udział w spotkaniach odbywających się w fabrykach Petersburga. Pod kierunkiem ks. Fiłosofa Ornatskiego miał okazję wygłaszać kazania w różnych cerkwiach w mieście. W 1895, będąc na trzecim roku studiów, złożył śluby zakonne przed rektorem akademii, biskupem narewskim Janem. 21 listopada 1895 został wyświęcony na hierodiakona, zaś 19 maja roku następnego – na hieromnicha. Studia teologiczne ukończył w 1897, broniąc pracy kandydackiej poświęconej działalności biskupa ołonieckiego Arkadiusza przeciwko staroobrzędowcom.

### Praca w seminariach duchownych
Po ukończeniu Akademii został skierowany do pracy jako wykładowca Pisma Świętego w seminarium duchownym w Rydze, następnie w sierpniu 1898 został inspektorem seminarium w Chełmie. Rektor seminarium, biskup lubelski Eulogiusz, w swoich wspomnieniach wysoko oceniał jego ówczesną działalność. W Chełmie hieromnich Beniamin występował z publicznymi wykładami o tematyce moralnej i religijnej. Następnie mnich Beniamin został przeniesiony na analogiczne stanowisko w seminarium duchownym w Petersburgu. W stolicy ponownie podjął działalność w towarzystwie krzewienia moralności, z którym był związany jako student. W 1900 został również członkiem bractwa św. Jana Teologa, które organizowało pomoc dla ubogich słuchaczy seminarium duchownego. Ponadto od 1901 pełnił funkcję cenzora cerkiewnego pisma Отдых христианина. 
18 lutego 1902 otrzymał godność archimandryty, zaś 2 kwietnia stanowisko rektora seminarium duchownego w Samarze. Beniamin wprowadził istotne zmiany w funkcjonowaniu seminarium, dążąc do tego, by seminarzyści otrzymywali nie tylko wiedzę teoretyczną, ale i praktyczną. Wprowadził codzienną Świętą Liturgię w języku cerkiewnosłowiańskim, raz w roku również po grecku. Poszerzył program nauczania w szkole publicznej działającej przy seminarium. Archimandryta organizował wyjazdy misyjne do wsi w rejonie Samary, organizował publiczne debaty z duchoborcami, mołokanami i sztundystami. Latem 1903 i 1904 Beniamin udał się razem z seminarzystami w podróż po kraju. W raporcie oberprokuratora Świątobliwego Synodu Rządzącego za okres 1903–1904 seminarium w Samarze wymieniono wśród najlepszych średnich prawosławnych szkół teologicznych w Rosji. W marcu 1903 został zastępcą przewodniczącego prawosławnego bractwa św. Aleksego w Samarze. Był również odpowiedzialny za organizację nauczania religii w męskich szkołach w mieście. W sierpniu 1905 przewodniczył zjazdowi misjonarzy eparchii samarskiej.
12 października 1905 został przeniesiony na stanowisko rektora seminarium duchownego w Petersburgu. De facto rozpoczął w nim pracę dopiero po świętach Narodzenia Pańskiego (styczeń 1906), wcześniej z powodu wydarzeń rewolucyjnych szkoła nie działała. Na nowo podjął wówczas pracę duszpasterską wśród petersburskich robotników i innych ubogich mieszkańców. Od 13 października 1908 zasiadał w radzie ds. misyjnych działającej w eparchii. Rok wcześniej wzniósł przy seminarium budynek wzorcowej szkoły publicznej.

### Biskup

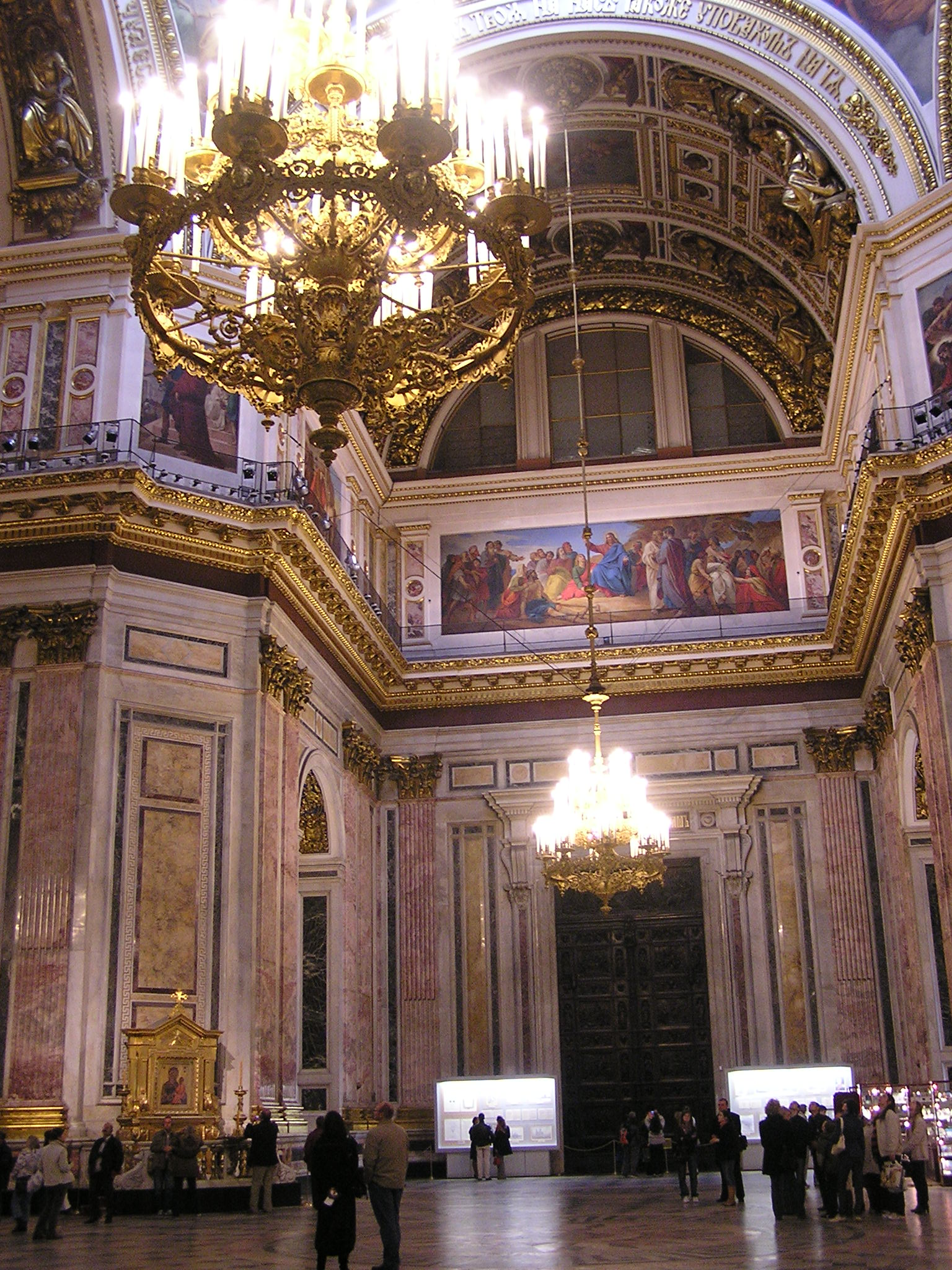
Sobór św. Izaaka w Petersburgu, miejsce ceremonii podniesienia biskupa Beniamina do godności metropolity

30 grudnia 1909 otrzymał nominację na biskupa pomocniczego eparchii petersburskiej z tytułem biskupa gdowskiego. Chirotonia miała miejsce w głównym soborze Ławry św. Aleksandra Newskiego w Petersburgu 24 stycznia 1910. Wśród konsekratorów byli metropolita petersburski i ładoski Antoni (Wadkowski), metropolita moskiewski Włodzimierz oraz arcybiskup jarosławski i rostowski Tichon. Początkowo był IV wikariuszem eparchii petersburskiej, od 1911 – III, od maja 1913 – II, zaś od marca 1914 – pierwszym. Od tego samego roku zasiadał we władzach wszechrosyjskiego bractwa trzeźwości św. Aleksandra Newskiego.
Biskup Beniamin był znany przede wszystkim z działalności w środowiskach robotniczych, wspierania działalności dobroczynnej, organizował liczne spotkania mające spopularyzować zasady wiary w szerszych kręgach społecznych. Często odprawiał Świętą Liturgię i inne nabożeństwa w cerkwiach w dzielnicach robotniczych, w tym w świątyniach działających przy Zakładach Putiłowskich i Obuchowskich oraz w parafiach wiejskich. Często służył również w cerkwiach, którymi szczególnie opiekowało się bractwo trzeźwości. Jako pierwszy biskup zaczął odprawiać w Petersburgu nabożeństwa, na których zamiast chóru śpiewali wszyscy zgromadzeni. Organizował również procesje do Ławry św. Aleksandra Newskiego, Nadmorskiej Pustelni Trójcy Świętej i św. Sergiusza z Radoneża oraz z Ługi do Monasteru Czeriemienieckiego. Założył także Towarzystwo Najświętszej Bogurodzicy, które miało działać na rzecz walki z prostytucją i pomocy kobietom, które chciały zerwać z tym trybem życia. Taka działalność Beniamina nie była całkowicie aprobowana przez władze cerkiewne, które uważały ją za ryzykowny eksperyment. Stąd ogromna popularność biskupa wśród ubogich wiernych, zwłaszcza robotników, nie przekładała się na jego awans w hierarchii cerkiewnej, który nastąpił dopiero po zmianie procedur wyboru hierarchów.
Biskup Beniamin zajmował się również nadzorem nad szkołami cerkiewnymi na terenie eparchii petersburskiej, kontrolował kursy nauczycielskie, asystował na egzaminach końcowych. Wielokrotnie brał udział w wyświęceniach nowych świątyń i budynków szkolnych. Inicjował odprawianie Świętych Liturgii skierowanych specjalnie dla dzieci w wieku szkolnym i wygłaszał na nich kazania. Kierował bractwem św. Izydora Jurjewskiego, zrzeszającego prawosławnych Estończyków. Przez pewien czas opiekował się parafiami jednowierców na terenie eparchii, w 1912 brał udział w zjeździe jednowierców w Petersburgu. Kilkakrotnie podróżował do innych eparchii. W czerwcu 1912 szedł na czele procesji z Pietrozawodska do Porosoziera, zaś w roku następnym brał udział w przyjęciu patriarchy antiocheńskiego Grzegorza IV w Nowogrodzie. W czerwcu 1916 brał udział w uroczystej kanonizacji Jana (Maksymowicza) w Tobolsku.
Biskup Beniamin reprezentował monarchistyczne poglądy i był związany z rosyjskim ruchem nacjonalistycznym. Uczestniczył we Wszechrosyjskich Zjazdach Monarchistycznych w latach 1912, 1913 i 1914, odprawiając w ich czasie nabożeństwa. Jeszcze jako biskup, został dwukrotnie odznaczony Orderem św. Anny II i I klasy (w 1904 i 1914) oraz Orderem św. Włodzimierza IV i III klasy (1907 i 1911).

#### Metropolita petersburski
Od 24 marca 1917, po złożeniu z urzędu metropolity petersburskiego Pitirima biskup Beniamin tymczasowo administrował całą eparchią. W kazaniach wygłaszanych w tym okresie podkreślał, że Cerkiew nie powinna brać udziału w bieżących wydarzeniach politycznych. Wzywał do wiernych do zgody, miłości i cierpliwości.
W maju tego samego roku został pierwszym biskupem w Rosji, który został wybrany przez wiernych eparchii i kler drogą nowych, demokratycznych procedur. Zagłosowało na niego 699 delegatów z ogólnej liczby 1500; według innego źródła – 976 z ogólnej liczby 1561. W pierwszej turze wyborów na urząd metropolity zaproponowano 11 kandydatów, w II turze jego kontrkandydatami byli biskup ufijski i mienzieliński Andrzej oraz arcybiskup fiński i wyborski Sergiusz. Dzień po wyborach, 26 maja 1917, decyzję głosujących potwierdził Świątobliwy Synod Rządzący, równocześnie nadając Ławrze św. Aleksandra Newskiego prawo stauropigii. Uroczysta intronizacja nowego metropolity miała miejsce 28 maja 1917 w soborze św. Izaaka w Petersburgu. W sierpniu 1917 decyzją Świętego Synodu biskup Beniamin został podniesiony do godności metropolity. Wówczas jego działalność docenił również Sobór Lokalny obradujący w latach 1917–1918, wybierając go na zastępcę członka Synodu biskupów; 15 sierpnia 1917 Beniamin uczestniczył w rozpoczęciu prac soboru w Moskwie. Jako metropolita piotrogrodzki hierarcha stale podkreślał, że jego głównym celem działalności jest praca wśród najbiedniejszych.
W Moskwie metropolita Beniamin żył w Monasterze Czudowskim. Przebywał na jego terenie w czasie walk o Kreml moskiewski podczas rewolucji październikowej. 21 listopada 1917 brał udział w intronizacji patriarchy moskiewskiego i całej Rusi Tichona.
Po rewolucji metropolita Beniamin pozostał przy dawnych monarchistycznych poglądach. W 1918, po przeczytaniu notatki prasowej zapowiadającej wprowadzenie rozdziału państwa i Kościoła, zaapelował do władz o rezygnację z tego projektu. Według A. Kaszewarowa jego list w tej sprawie trafił do Rady Komisarzy Ludowych, a po jego lekturze Włodzimierz Lenin nakazał przyspieszyć prace nad dekretem. Beniamin był również konserwatystą, jeśli chodzi o pozycję prawosławia w Rosji. W liście napisanym po wyborze na katedrę petersburską napisał: 

Wiara prawosławna jest podstawą i fundamentem Rosji. Trzeba wszelkimi siłami bronić i strzec duszy narodu rosyjskiego, inaczej naród ten zginie.

Mimo tych przekonań biskup, a następnie metropolita Beniamin utrzymywał także kontakt ze środowiskiem tzw. „reformatorów”, kapłanów prawosławnych domagających się przekształceń w prawie kanonicznym i liturgice, późniejszych twórców ruchu Żywej Cerkwi, zachowując neutralną postawę wobec głoszonych przez nich poglądów. Jego bliskim współpracownikiem był Aleksandr Wwiedeński, który towarzyszył Beniaminowi w objeździe eparchii w 1921.
Już w styczniu 1918 doszło do pierwszych zadrażnień między piotrogrodzkimi wiernymi prawosławnymi a Czerwoną Gwardią. W połowie miesiąca władze radzieckie przystąpiły do zamykania w mieście cerkwi prywatnych i pałacowych, zaś 3 stycznia zamknęły drukarnię synodalną. 11 stycznia zgromadzenie duchowieństwa piotrogrodzkiego pod przewodnictwem Beniamina wystosowało w tej sprawie protest, jednak co nie przyniosło żadnego efektu. Dwa dni później władze ogłosiły zamiar rekwizycji budynków mieszkalnych Ławry św. Aleksandra Newskiego, przeciwko czemu Beniamin i inni duchowni stanowczo zaprotestowali. Metropolita, który w tym samym miesiącu został honorowym przełożonym ławry, zaapelował do prawosławnych, by bronili własności cerkiewnej przed profanacją i zniszczeniem. 19 stycznia w ławrze doszło do starcia między czerwonoarmistami a zgromadzonymi wiernymi, w czasie którego śmiertelnie ranny został ks. Piotr Skipietrow. 20 stycznia część robotników zaproponowała mu zorganizowanie ochotniczej straży w Ławrze, na co przystał. Tego samego dnia Beniamin poprowadził procesję, w czasie której dwukrotnie wygłaszał do zgromadzonych kazanie odnoszące się do prowadzonych prześladowań Cerkwi. W końcu maja metropolita podejmował w Piotrogrodzie patriarchę Tichona. W tym samym miesiącu, podczas świąt Zmartwychwstania Pańskiego, nakazał odprawienie nocnych nabożeństw świątecznych nie tylko w świątyniach, ale i na placach przed nimi (tam, gdzie było to możliwe).
Latem 1918 metropolita Beniamin opowiedział się przeciwko politycznemu zaangażowaniu Rosyjskiego Kościoła Prawosławnego. W liście do duchowieństwa swojej eparchii twierdził, że udział w polityce – niezależnie od zakładanych jej celów – powinien być im obcy. Podkreślał, że osoby konsekrowane nie mogą być politycznie związane z żadną warstwą społeczną. W miarę pogarszania się sytuacji duchownych pod władzą bolszewicką Beniamin kilkakrotnie protestował przeciwko działaniom władz wymierzonym w Cerkiew Rosyjską. Odprawiał również nabożeństwa w intencji aresztowanych kapłanów, także nielegalnie, udzielał ponadto pomocy materialnej ich rodzinom. W marcu 1918 utworzył biuro, którego celem było przydzielanie pracy duszpasterskiej duchownym ze zlikwidowanych cerkwi. W sierpniu 1918 duchowny wynegocjował z władzami radzieckimi możliwość kontynuowania działalności przez niektóre cerkwie domowe, które posiadały odrębne budynki, w charakterze cerkwi parafialnych. Na przełomie lat 1918 i 1919 kontaktował się z Synodem Kościoła w sprawie przekazania w jurysdykcję odpowiednich eparchii świątyń, które dawniej służyły jako cerkwie wojskowe. Ostatecznie w 1919 metropolicie petersburskiemu podporządkowano nie tylko te obiekty, ale także położone w Piotrogrodzie placówki filialne Synodu i różnych monasterów. W kwietniu 1919 Beniamin uzyskał zgodę władz miejskich na zwolnienie duchownych od mobilizacji do prac pomocniczych przy armii podczas wojny domowej.
Po likwidacji Petersburskiej Akademii Duchownej w końcu września 1918 metropolita Beniamin zorganizował w jej zastępstwie szkołę teologiczną, w której nauczali dawni wykładowcy seminarium petersburskiego i która miała swoją siedzibę w Ławrze św. Aleksandra Newskiego. Dwa lata później Beniamin otworzył wyższy Instytut Teologiczny, finansowany ze środków zgromadzonych przez petersburskie parafie, jak również z funduszy przekazanych przez samego metropolitę. Hierarcha sprzyjał również rozwojowi bractw grupujących aktywnych wiernych świeckich. Wiosną 1918 w Piotrogrodzie powstało bractwo Mądrości Bożej, zrzeszające prawosławną inteligencję, zaś w 1919 – bractwo św. Aleksandra Newskiego.

### Konflikt z rządem

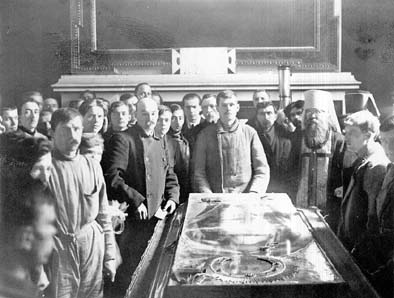
Otwarcie raki z relikwiami św. Aleksandra Newskiego w ławrze pod jego wezwaniem, Piotrogród 1920. Metropolita Beniamin stoi obok delegatów bolszewickich.

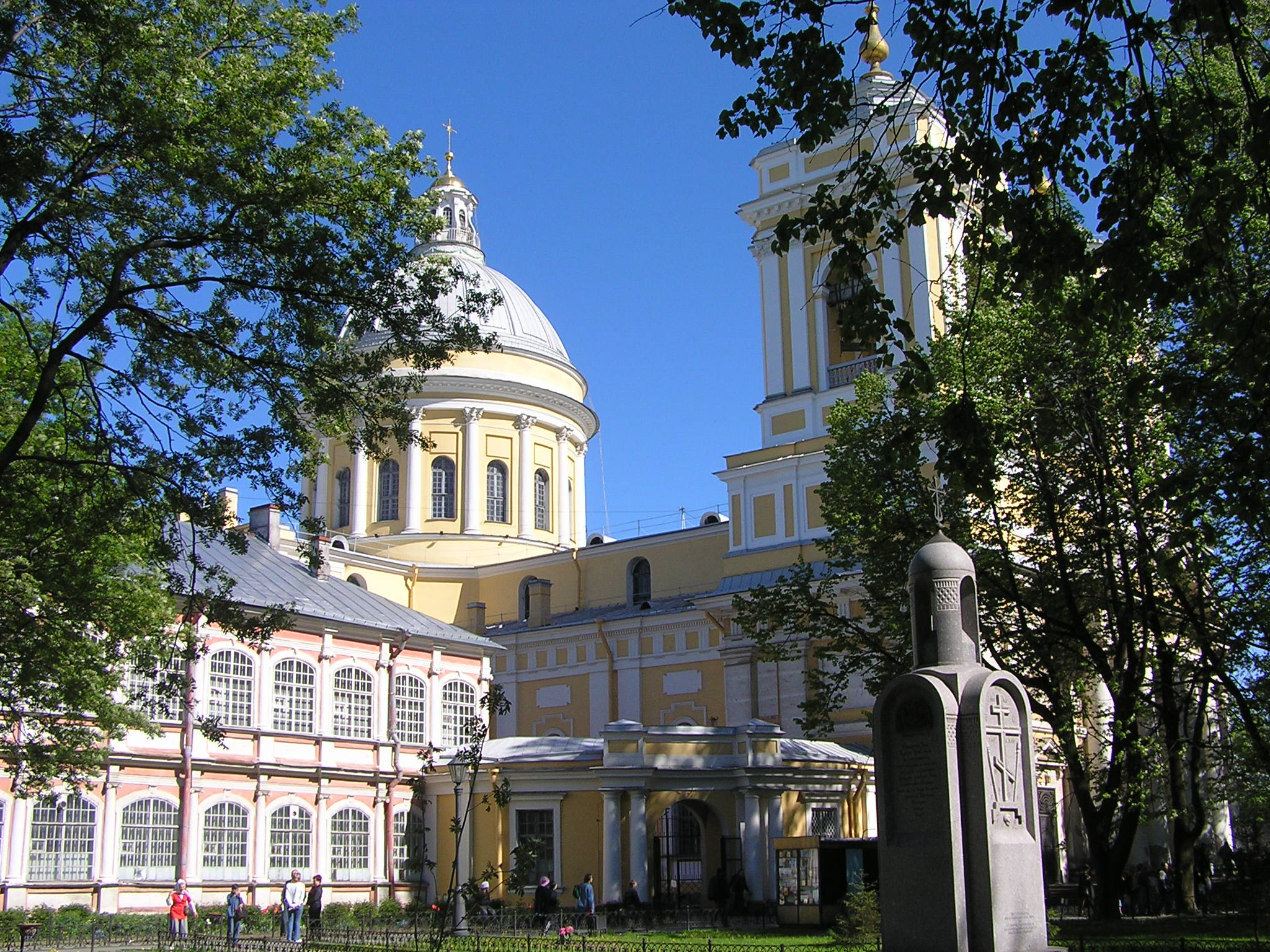
Ławra św. Aleksandra Newskiego

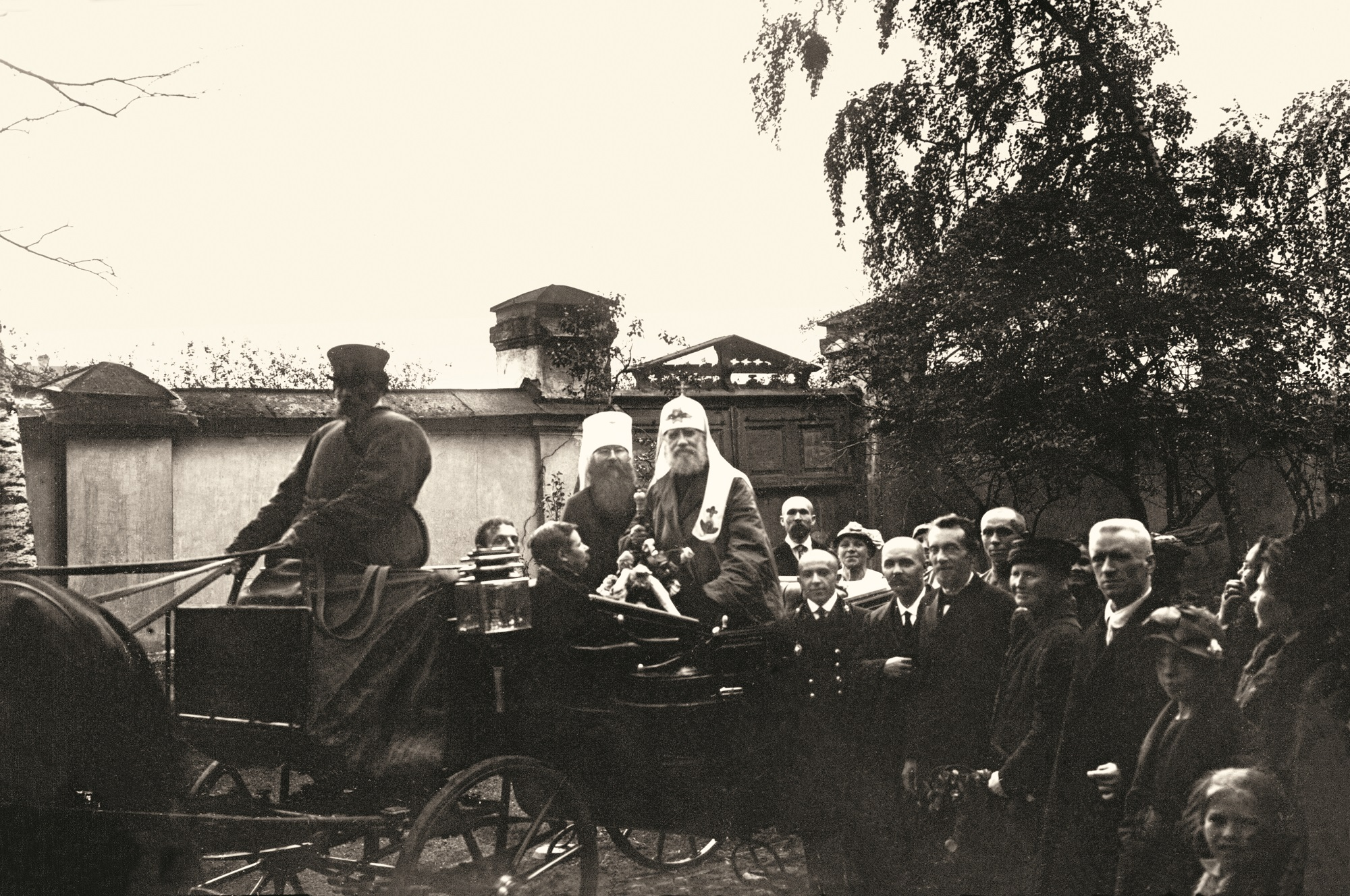
Metropolita Beniamin z patriarchą moskiewskim Tichonem (1920)

W 1919, po rozpoczęciu akcji otwarcia relikwii Rosyjskiego Kościoła Prawosławnego, metropolita Beniamin zwrócił się do Grigorija Zinowjewa, by ten nie dopuścił do profanacji relikwii św. Aleksandra Newskiego. Jego pierwszy list, z kwietnia 1919, pozostał bez odpowiedzi, jedynie prasa bolszewicka zaatakowała zarówno Beniamina, jak i osobę księcia Newskiego. Do otwarcia raki z relikwiami jednak nie doszło. Ponownie Beniamin prosił o pozostawienie raki w dotychczasowym stanie w soborze Trójcy Świętej w Ławrze Aleksandra Newskiego w październiku tego samego roku, kiedy w komunistycznej prasie lokalnej pojawiły się żądania „utylizacji srebrnych rak”. Jego apele do Zinowjewa okazały się skuteczne. Rakę z relikwiami otwarto dopiero w czasie drugiej fali konfiskat kosztowności cerkiewnych i odebrano Cerkwi. Metropolita Beniamin zdołał jednak ocalić sarkofag z pozostałościami ciała Aleksandra Newskiego. Została ona zabrana z Ławry św. Aleksandra Newskiego dopiero jesienią 1922, już po śmierci hierarchy. 
W 1921 stosunki między władzą świecką i kościelną w Piotrogrodzie zaostrzył szereg dramatycznych zajść w cerkwiach: starcie wiernych z Czerwoną Gwardią w Ławrze św. Aleksandra Newskiego oraz podobne incydenty w soborze św. Mikołaja i Objawienia Pańskiego i cerkwi Zaśnięcia Matki Bożej przy placu Siennym. Metropolita nie protestował również przeciwko pogorszeniu własnej sytuacji – władze ostatecznie znacjonalizowały zabudowania Ławry św. Aleksandra Newskiego, zmuszając go do opuszczenia dotąd zajmowanych pomieszczeń i zamieszkania w znacznie skromniejszych warunkach. Ponadto członek komisji wprowadzającej w życie postanowienia dekretu o rozdziale państwa i Kościoła otwarcie groził metropolicie. Mimo tego Beniamin zorganizował 21 stycznia 1921, w niedzielę kilka dni po starciu w Ławrze procesję, która przeszła przez centrum miasta. W czasie przemarszu wspominał ks. Skipietrowa jako przykład dla wszystkich wierzących. Zdaniem Kaszewarowa wysoka frekwencja w czasie procesji świadczyła o autentycznym poparciu masowym dla Rosyjskiego Kościoła Prawosławnego. 16 lipca 1921 Beniamin został wezwany do siedziby piotrogrodzkiej Czeka, gdzie musiał zobowiązać się do niewyjeżdżania z miasta.
Do otwartego konfliktu doszło, gdy metropolicie zostało przedstawione żądanie władz, by przekazać na rzecz ofiar głodu na Powołżu kosztowności przechowywane w cerkwiach, w tym przedmioty liturgiczne. Metropolita Beniamin wstępnie zgodził się na takie rozwiązanie, postawił jednak (poparty przez Radę Eparchialną złożoną ze świeckich) trzy warunki: władze miały udowodnić, że przekazywane przedmioty zostaną wykorzystane wyłącznie na rzecz walki z głodem, kontrola środków uzyskanych poprzez sprzedaż kosztowności pochodzenia cerkiewnego miała być oddana w ręce wiernych, zaś całość działań w tym kierunku miała być pobłogosławiona przez patriarchę Tichona. Beniamin prowadził również samodzielną zbiórkę pieniędzy na ten cel. 
W odpowiedzi, władze zaakceptowały jedynie postulat o kontroli wiernych nad sprzedażą. Beniamin stale podkreślał jednak, że w pierwszej kolejności należy dążyć do uniknięcia przelewu krwi. Po kolejnym posiedzeniu Rady Eparchialnej metropolita delegował Aleksandra Wwiedeńskiego i Aleksandra Bojarskiego do dalszych rozmów z władzami miasta. Ostatecznie osiągnięte zostało porozumienie, na mocy którego cenne przedmioty liturgiczne miały być konfiskowane, jednak wierni, którzy byliby skłonni z własnych kieszeni przekazać równowartość tych przedmiotów, mogliby doprowadzić do zatrzymania w swoich parafiach znajdujących się tam utensyliów. Beniamin wezwał również wiernych, by nie stawiali czynnego oporu wobec rekwirujących. Efektem były bardzo sprawne postępy akcji konfiskat na terenie Piotrogrodu, co zostało uwzględnione w oficjalnych raportach miejskiej milicji robotniczej. 
Ekscesy związane z konfiskatą w innych regionach kraju skłoniły jednak metropolitę do zaostrzenia stanowiska. W Wielki Czwartek 1922 Beniamin, głosząc kazanie, cały czas trzymał kielich. Czynnie przeciwstawiał się również rozwojowi ruchu Żywej Cerkwi w opozycji do patriarchy Moskwy. Środowisko „reformatorów” zaczęło zrywać z nim kontakty, natomiast w maju tego samego roku został postawiony w stan oskarżenia za sprzeciwianie się działaniom władz. Zgodził się podpisać oświadczenie, że nie opuści Piotrogrodu i stanie przed sądem za opór wobec akcji konfiskaty. 25 maja tego samego roku do Piotrogrodu przyjechał Aleksandr Wwiedeński z upoważnieniem Najwyższego Zarządu Cerkwi dla podjęcia pracy duszpasterskiej w tym mieście z ramienia Żywej Cerkwi. Metropolita spotkał się z nim i stanowczo odmówił zrzeczenia się swoich funkcji w Rosyjskim Kościele Prawosławnym. 28 maja 1922 w liście pasterskim stwierdził, że działacze Żywej Cerkwi odłączyli się od Kościoła i zaapelował do nich o porzucenie ruchu odnowicielskiego. Wiernych natomiast prosił o niepopieranie nowych ruchów jako sprzecznych z prawem kanonicznym. W swoim liście pisał: 

Nie wiemy, co dzieje się z Patriarchą, nic nie wiadomo o jego abdykacji ani o powstaniu nowego zarządu Cerkwi, który do tej pory nie skontaktował się ze mną. Dlatego we wszystkich świątyniach, tak jak do tej pory, należy wspominać imię Patriarchy. (...) Biskupem Piotrogrodu jest metropolita Piotrogrodu. Słuchając go i trwając w jedności z nim, będziecie w Cerkwi. Z wielkim żalem muszę stwierdzić, że jedność ta jest naruszona. Piotrogrodzcy księża: prot. A. Wwiedeński, ks. W. Krasnicki i ks. Biełkow (...) podjęli się funkcji w Najwyższym Zarządzie Cerkwi. Tym samym według praw Cerkwi (Drugi Sobór i Prawo Wasyla Wielkiego) stawiają się w sytuacji odłączonych od wspólnoty cerkiewnej, dopóki nie odbędą pokuty przed swoim biskupem. Takiemu odłączeniu podlegają wszyscy, którzy z nimi współpracują.

Następnego dnia w jego mieszkaniu w ławrze Aleksandra Newskiego odbyła się rewizja, w której osobiście wziął udział Wwiedeński, zaś metropolita został aresztowany. Na chwilę przed odczytaniem nakazu aresztowania Wwiedeński poprosił Beniamina o błogosławieństwo, ten jednak odmówił, stwierdzając Nie jesteśmy w Getsemani. Kaszewarow podkreśla, że w tym okresie patriarcha Tichon brał metropolitę piotrogrodzkiego pod uwagę jako swojego ewentualnego zastępcę na czas aresztowania. Ten sam autor twierdzi również, że stanowisko Beniamina w sprawie Żywej Cerkwi zyskało duże poparcie wiernych piotrogrodzkich. 
Tymczasowym zastępcą metropolity został biskup jamburski Aleksy, wikariusz eparchii petersburskiej. Według wspomnień jego bliskiej współpracownicy A. Wołkowej otrzymał on od władz polecenie odwołania listu pasterskiego z 28 maja. W razie odmowy metropolita Beniamin miał być rozstrzelany. Biskup zgodził się i w nowym liście z 4 czerwca 1922 zadeklarował, że treść listu Beniamina wynikała z jego niedoinformowania w sprawie Żywej Cerkwi oraz stwierdził, że Wwiedeński i jego zwolennicy pozostają w więzi z Rosyjską Cerkwią Prawosławną:

Jedną z przyczyn poruszenia i niepokoju był znany list pasterski metropolity Beniamina z 28 maja, w którym ekskomunikował protojereja Wwiedeńskiego i wszystkich, którzy z nim współpracują. Podstawą tego listu władyki był brak dostatecznych dowodów (...). Biorąc pod uwagę wszystkie okoliczności sprawy, uważam za niewiążące decyzje Metropolity Beniamina o nieprawidłowych działaniach prot. Wwiedeńskiego.

Aresztowanie metropolity wywołało w mieście wielkie poruszenie. Aleksandr Wwiedeński w swoich wspomnieniach pisał o kobietach, które na ulicy błagały go o wstawiennictwo w sprawie metropolity.

### Proces i śmierć

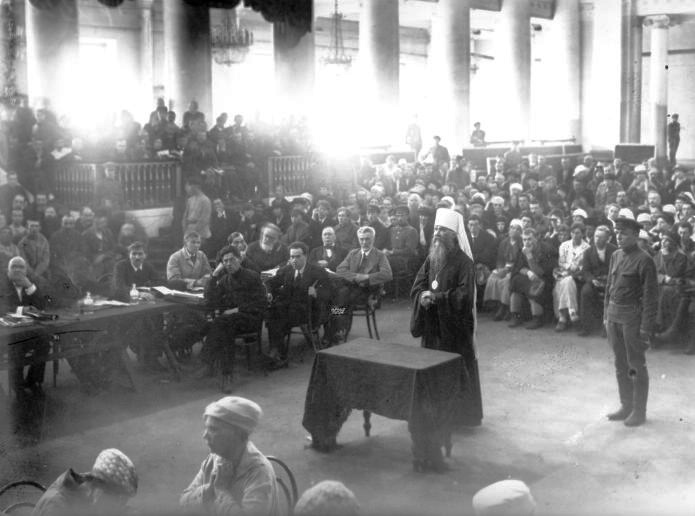
Proces metropolity Beniamina w Petersburgu

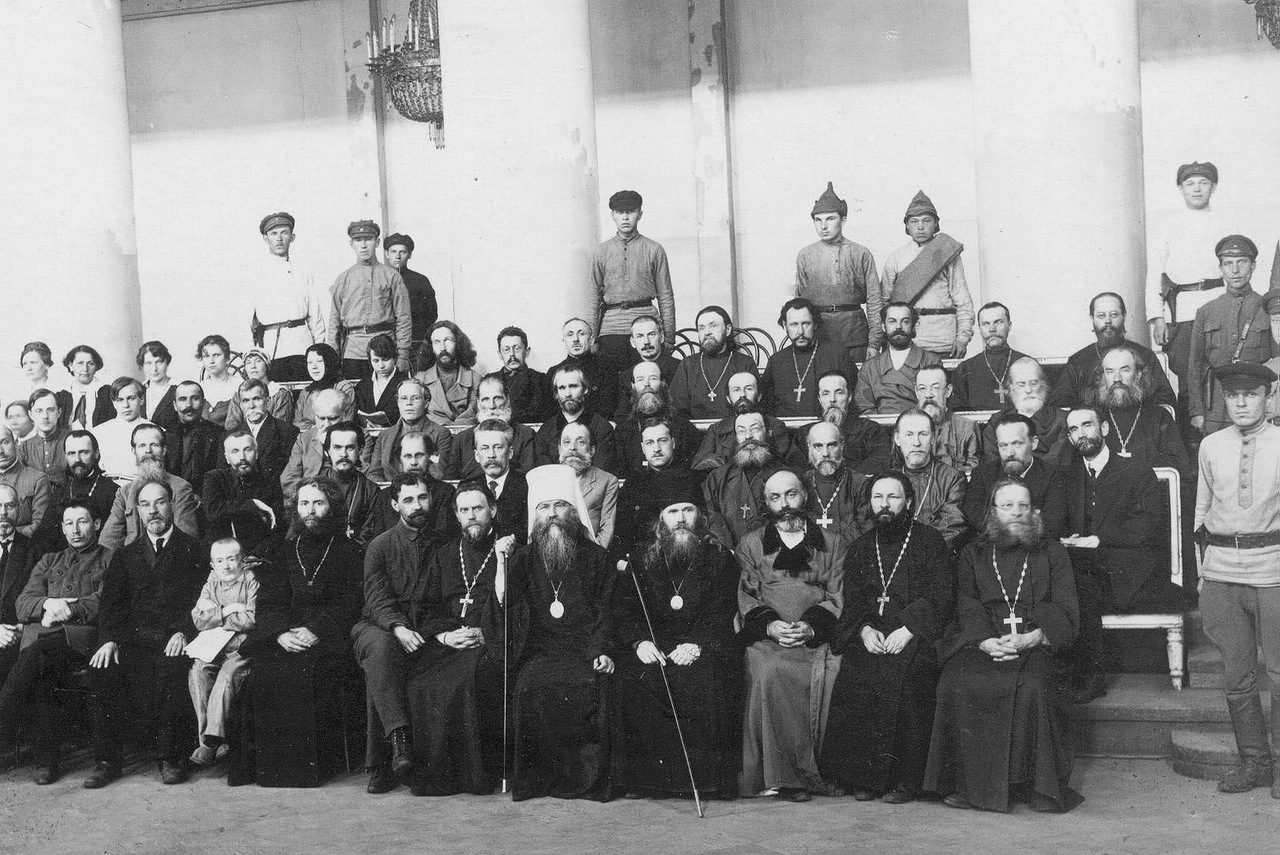
Ława oskarżonych w tzw. procesie piotrogrodzkim z czerwca–lipca 1922

9 (lub 11) czerwca 1922 rozpoczął się proces metropolity Beniamina (konsekwentnie określanego jako podsądny Kazanski), razem z którym na ławie oskarżonych zasiadły 83 inne osoby: duchowni (m.in. biskup pomocniczy eparchii piotrogrodzkiej Benedykt (Płotnikow)), działacze cerkiewni, a także ludzie zupełnie przypadkowi. Sąd odbywał się w zaadaptowanym prowizorycznie pałacu. Hierarchy bronił adwokat Boriszczew-Puszkin oraz adwokat będący z pochodzenia Żydem nazwiskiem Gurowicz. Beniamin został oskarżony o kontakty z Rosyjskim Kościołem Prawosławnym poza granicami Rosji mające na celu koordynację cerkiewnych działań antyrządowych, czynny opór wobec zarządzeń władz, zgodę na głoszenie w podlegających mu parafiach kazań antybolszewickich, podburzanie do wystąpień przeciwko „dyktaturze klasy robotniczej i rewolucji proletariackiej”. Akt oskarżenia odnosił się w szczególności do przypadków czynnego oporu przeciw konfiskacie kosztowności, do jakich wiosną 1922 doszło w soborze Kazańskiej Ikony Matki Bożej (15 marca) oraz cerkwiach Chrystusa Zbawiciela (16 marca), Narodzenia Pańskiego (26 marca) oraz św. Jana (14 kwietnia).
Metropolita zaprzeczył jakimkolwiek kontaktom z Kościołem Zagranicznym, twierdził, że nie zna prowadzonej przez niego aktywności politycznej ani nawet linii ideowej. Według świadków na zadawane mu pytania odpowiadał ze spokojem i godnością. Jego oskarżyciele rzadko odwoływali się do konkretnych wydarzeń wzmiankowanych w akcie, starali się natomiast wykazać antypaństwowy charakter poglądów metropolity.
Richard Pipes twierdzi, że Aleksandr Wwiedeński wystąpił w czasie procesu jako jeden z głównych świadków oskarżenia. Maszkiewicz twierdzi natomiast, że były współpracownik metropolity usiłował – mimo swojego udziału w jego aresztowaniu – zapobiec jego procesowi. Sam Wwiedeński w swoich wspomnieniach pisał, że pragnął wziąć udział w obronie hierarchy:

Miałem zamiar skonstruować portret psychologiczny metropolity podczas procesu i użyć go jako argumentu, że metropolicie brak było politycznych kompetencji (...). Chciałem unaocznić tragedię dobrodusznego uczciwego zakonnika, którym manipulowali jak chcieli cerkiewni politykierzy.

Wwiedeński wypowiadał się jednak tylko w pierwszym dniu procesu – przy wyjściu z sądu 9 czerwca został zaatakowany przez nieznaną kobietę, która rzuciła w niego kamieniem. Miało to związek z obecnymi w mieście pogłoskami, jakoby to działacze Żywej Cerkwi zainspirowali aresztowanie powszechnie lubianego hierarchy. Wwiedeński został odwieziony do szpitala, zdecydowanie w obronie metropolity wystąpił natomiast inny renowacjonista – Aleksandr Bojarski. Z kolei Władimir Krasnicki, także współpracownik Wwiedeńskiego, oskarżał metropolitę o czynną działalność kontrrewolucyjną. Sam metropolita Beniamin przesłuchiwany był 10 i 11 czerwca, zaś 4 lipca wygłosił ostatnie słowo, w którym skupił się na obronie innych oskarżonych. Gurowicz, charakteryzując hierarchę przed sądem, twierdził, że jest on człowiekiem pełnym odwagi, miłości bliźniego, a przy tym niezwykle skromnym. Kończąc mowę zapewniał, że nawet wyrok śmierci nie zniszczy u metropolity tych cech, zatem zabicie go nie przyniesie oczekiwanego rezultatu politycznego. Gurowicz zapowiadał również, że stracony metropolita może natychmiast – nawet bez aktu kanonizacji – zostać uznany za świętego męczennika. Z kolei sam oskarżony w ostatnim słowie wygłosił obszerne przemówienie, w którym nawiązywał do wydarzeń ostatnich lat. Przypominał, że jego wybór na biskupa dokonał się z woli robotników petersburskich, którzy zagłosowali na niego, chociaż nie był na liście wstępnie proponowanych kandydatów. Przyznał, że bolszewicy zdobyli liczne poparcie wśród robotników i chłopów, zaznaczał, że z tego też powodu wielokrotnie – w dopuszczalnych granicach – ustępował wobec władz. Wreszcie podkreślił, że zawsze opowiadał się za apolitycznością Rosyjskiego Kościoła Prawosławnego i stwierdził, że wyrok – obojętnie, jaki by nie był – potraktuje jako wolę Boga. Protestował jedynie przeciw nazywaniu go „wrogiem ludu”. Podkreślał bowiem, że nigdy nie był w konflikcie z ubogimi mieszkańcami Piotrogrodu. 
5 lipca 10 spośród oskarżonych zostało skazanych na śmierć, był wśród nich także metropolita. Ruch odnowicielstwa nie zareagował na to jednoznacznie – w jego oficjalnym organie prasowym Żywa Cerkiew równolegle pojawił się apel o ułaskawienie wszystkich skazanych, podpisany m.in. przez biskupa Żywej Cerkwi Antonina (Granowskiego) oraz oświadczenie o usunięciu metropolity ze stanu duchownego za „użycie autorytetu swojego arcybiskupiego stanu do działań wrogich, wymierzonych przeciw umierającemu z głodu narodowi”. Przebywając w więzieniu i oczekując na wykonanie wyroku, metropolita napisał ostatni list do piotrogrodzkich wiernych, w którym pisał: 

W dzieciństwie i młodości zaczytywałem się żywotami świętych i, podziwiając ich heroizm oraz święte uduchowienie, żałowałem z całej duszy, że tamte czasy minęły i nie da się już przeżyć tego, co oni przeżywali. Ale teraz znowu czasy się odmieniły (...). Teraz wydaje się, że przyszło nam już przeżyć niemal wszystko: więzienie, sąd, publiczne opluwanie, domaganie się śmierci przez lud, ludzką nielojalność, nienawiść, niepokój o los innych, a nawet o samą Cerkiew. (...) Jestem pełen radości i pokoju, tak jak zawsze. (...) Smutne są sądy pewnych (...) pasterzy Cerkwi, twierdzących, że trzeba chronić „żywe siły”, to znaczy kierować się próbą ich obrony. Ale wtedy po cóż nam Chrystus? (...) Teraz nadszedł dzień sądu. Ludzie, nawet dla poglądów politycznych, są gotowi na ofiarowanie wszystkiego. Popatrzcie, jak ofiarowują siebie eserowcy. Jakże my, chrześcijanie, a do tego jeszcze hierarchowie, mamy nie przejawiać podobnego męstwa, nawet do śmierci!.

7 lipca 1922 adwokat metropolity złożył skargę kasacyjną. W rezultacie proces petersburski stał się przedmiotem dyskusji na Politbiurze partii bolszewickiej, które postanowiło utrzymać w mocy wyroki śmierci wobec metropolity Beniamina, archimandryty Sergiusza (Szejna) oraz Iwana Kowszarowa i Jurija Nowickiego, świeckich działaczy cerkiewnych. Pozostałe wyroki śmierci zamieniono na kary więzienia. Metropolita piotrogrodzki został stracony w nocy z 12 na 13 sierpnia 1922, być może na stacji kolejowej Porochow, we wschodnim Piotrogrodzie (nie zostało to jednoznacznie rozstrzygnięte). Razem z nim rozstrzelani zostali pozostali skazani na śmierci podsądni. Zostali oni przymusowo ogoleni i ubrani w łachmany, by uniemożliwić ich rozpoznanie przez przypadkowych świadków. Znanych jest kilka relacji z egzekucji Beniamina. We wszystkich pojawia się wzmianka o tym, że metropolita do ostatnich chwil modlił się. Według jednej z nich miał również pobłogosławić gwardzistów, którzy mieli go rozstrzelać. Miejsce pochówku duchownego jest nieznane.
Informacja o śmierci hierarchy, chociaż nieoficjalna, rozeszła się dosyć szybko, jednak władze zabroniły jej oficjalnego potwierdzenia na łamach prasy ani przekazywania jej w depeszach zagranicznych. Wierni, którzy w dniu śmierci metropolity po raz ostatni udali się do więzienia, by prosić o ułaskawienie, zostali poinformowani, że hierarcha został przewieziony do Moskwy. W związku z brakiem oficjalnego potwierdzenia jego stracenia (co nastąpiło dopiero po upadku ZSRR) przez dziesięciolecia w Leningradzie funkcjonowały legendy o tym, że Beniamin został w ostatniej chwili ułaskawiony, przeniesiony do jednego z działających jeszcze monasterów i być może powróci.

## Kanonizacja i upamiętnienie
Metropolita Beniamin został kanonizowany przez Rosyjski Kościół Prawosławny jako nowomęczennik w czasie soboru biskupów w dniach 31 marca – 5 kwietnia 1992. Znalazł się tym samym w pierwszej grupie duchownych i świeckich, którzy ponieśli śmierć w czasie prześladowań bolszewickich i których Cerkiew uznała za świętych. Na ikonach przedstawiany jest w szatach metropolity, z czerwonym krzyżem oznaczającym męczeństwo i z księgą. Pojawia się na zbiorowych wizerunkach nowomęczeników rosyjskich oraz na ikonie Soboru Nowomęczenników Petersburskich, ukazującej metropolitę i rozstrzelane razem z nim osoby w czasie procesu.
Na cmentarzu Ławry św. Aleksandra Newskiego znajduje się jego cenotaf. We wrześniu 2009 został odsłonięty pomnik Beniamina (Kazanskiego) w Petersburgu, przy cerkwi Zaśnięcia Matki Bożej na Małej Ochcie.
Zdaniem Dymitra Pospiełowskiego metropolita od początku walki władz bolszewickich z Cerkwią prawosławną był traktowany jako wróg, którego należy usunąć. Przyczyną tego miała być wyjątkowa popularność Beniamina wśród wiernych, w szczególności robotników piotrogrodzkich. Zdanie to podziela Tomasz Terlikowski. Autor ten jest zdania, że metropolita – z racji swojego nietypowego jak na przedrewolucyjną hierarchię zainteresowania losem najuboższych – był uważany przez bolszewików za znacznie groźniejszego, niż duchowni zaangażowani po stronie białych.
31 października 1990 Sąd Najwyższy Federacji Rosyjskiej zrehabilitował metropolitę, uznając wyrok trybunału rewolucyjnego z 1922 za bezpodstawny.